# جوشوا ديكسون
جوشوا ديكسون (بالإنجليزية: Joshua Dickson)‏ هو لاعب اتحاد الرغبي نيوزلندي، ولد في 2 نوفمبر 1994 في برث في أستراليا.

## وصلات خارجية
- جوشوا ديكسون على موقع ItsRugby.co.uk (الإنجليزية)